# Dericorys uvarovi
Dericorys uvarovi is een rechtvleugelig insect uit de familie Dericorythidae. De wetenschappelijke naam van deze soort is voor het eerst geldig gepubliceerd in 1930 door Ramme.